# Cupa Moldovei 2018-2019
La Cupa Moldovei 2018-2019 è stata la 28ª edizione della coppa nazionale moldava, che è iniziata il 12 maggio 2018 (con gli incontri del primo turno preliminare) e si è conclusa il 22 maggio 2019 con la finale. Il Milsami Orhei era la squadra campione in carica. Lo Sheriff Tiraspol ha vinto il torneo per la decima volta nella sua storia.

## Formula
Il torneo si svolge con turni ad eliminazione diretta in gara unica. Nel turno preliminare si affrontano le squadre militanti in Divizia B con gli accoppiamenti stabiliti in base a criteri geografici. A partire dal primo turno entrano nella competizione club della Divizia A, mentre dagli ottavi di finale i club della massima serie.

## Primo turno preliminare
| Squadra 1         | Risultato       | Squadra 2        |
| ----------------- | --------------- | ---------------- |
| 12 maggio 2018    |                 |                  |
| Cruiz             | 3 - 4           | Rezina           |
| Natalievca        | 2 - 3           | Speranța Drochia |
| Codru Călărași II | 2 - 2 (3-5 dtr) | FCM Ungheni      |
| Sucleia           | 2 - 1           | Sinteza Căuşeni  |
| ISM-2017          | 0 - 3           | Tighina          |
| Trachia Taraclia  | 0 - 2           | Slobozia Mare    |
| Flacăra Mingir    | 2 - 0           | Congaz           |

## Primo turno
| Squadra 1            | Risultato       | Squadra 2          |
| -------------------- | --------------- | ------------------ |
| 25 maggio 2018       |                 |                    |
| Fulger Ialoveni      | 3 - 2           | Real Succes        |
| 26 maggio 2018       |                 |                    |
| Bogzesti             | 3 - 1           | CF Ungheni         |
| Cricova              | 1 - 6           | Florești           |
| FCM Ungheni          | 1 - 3           | Codru Lozova       |
| Flacara Mingir       | 3 - 0           | Saxan              |
| Intersport Sanatauca | 1 - 2           | Soroca             |
| Maiak Chirsova       | 0 - 0 (4-3 dtr) | Pleseni            |
| Maiak Cioropcani     | 0 - 4           | Grănicerul Glodeni |
| Rezina               | 0 - 2           | Iskra Rîbnița      |
| Rîşcani              | 2 - 4           | Edineț             |
| Slobozia Mare        | 1 - 4           | Cahul              |
| Spartanii Selemet    | 4 - 0           | Olimp Comrat       |
| Speranța Drochia     | 1 - 0           | Sîngerei           |
| Sucleia              | 1 - 3           | Sparta Chișinău    |
| Tighina              | 1 - 0 (dts)     | Sireți             |
| Dacia Buiucani       | 3 - 4           | Victoria Chișinău  |

## Secondo turno
| Squadra 1         | Risultato | Squadra 2          |
| ----------------- | --------- | ------------------ |
| 9 giugno 2018     |           |                    |
| Bogzesti          | 0 - 3     | Iskra Rîbnița      |
| Edineț            | 0 - 1     | Florești           |
| Flacara Mingir    | 0 - 2     | Cahul              |
| Fulger Ialoveni   | 2 - 3     | Victoria Chișinău  |
| Soroca            | 3 - 5     | Grănicerul Glodeni |
| Spartanii Selemet | 3 - 0     | Maiak Chirsova     |
| Speranța Drochia  | 0 - 2     | Codru Lozova       |
| Tighina           | 0 - 3     | Sparta Chișinău    |

## Ottavi di finale
| Squadra 1                      | Totale     | Squadra 2         | Andata | Ritorno |
| ------------------------------ | ---------- | ----------------- | ------ | ------- |
| 20 giugno 2018 / 5 luglio 2018 |            |                   |        |         |
| Grănicerul Glodeni             | 2 - 6      | Milsami Orhei     | 0 - 2  | 2 - 4   |
| Sheriff Tiraspol               | 16 - 1     | Iskra Rîbnița     | 7 - 0  | 9 - 1   |
| 20 giugno 2018 / 6 luglio 2018 |            |                   |        |         |
| Victoria Chișinău              | 2 - 8      | Zarea Bălți       | 1 - 4  | 1 - 4   |
| Petrocub Hîncești              | 16 - 3     | Florești          | 10 - 2 | 6 - 1   |
| 20 giugno 2018 / 7 luglio 2018 |            |                   |        |         |
| Cahul                          | 1 - 5      | Dinamo-Auto       | 1 - 0  | 0 - 5   |
| Sfîntul Gheorghe               | 10 - 5     | Sparta Chișinău   | 7 - 2  | 3 - 3   |
| Speranța Nisporeni             | 2 - 2 (gt) | Codru Lozova      | 0 - 1  | 2 - 1   |
| Zimbru Chișinău                | 4 - 1      | Spartanii Selemet | 0 - 0  | 4 - 1   |

## Quarti di finale
| Squadra 1                           | Totale | Squadra 2          | Andata | Ritorno |
| ----------------------------------- | ------ | ------------------ | ------ | ------- |
| 26 settembre 2018 / 31 ottobre 2018 |        |                    |        |         |
| Dinamo-Auto                         | 2 - 4  | Sfîntul Gheorghe   | 0 - 3  | 2 - 1   |
| Zarea Bălți                         | 4 - 9  | Zimbru Chișinău    | 3 - 2  | 1 - 7   |
| Sheriff Tiraspol                    | 6 - 0  | Speranța Nisporeni | 3 - 0  | 3 - 0   |
| Petrocub Hîncești                   | 1 - 2  | Milsami Orhei      | 0 - 2  | 1 - 0   |

## Semifinali
| Squadra 1                      | Totale | Squadra 2        | Andata | Ritorno |
| ------------------------------ | ------ | ---------------- | ------ | ------- |
| 16 aprile 2019 / 7 maggio 2019 |        |                  |        |         |
| Sheriff Tiraspol               | 2 - 0  | Milsami Orhei    | 2 - 0  | 0 - 0   |
| 17 aprile 2019 / 8 maggio 2019 |        |                  |        |         |
| Zimbru Chișinău                | 1 - 4  | Sfîntul Gheorghe | 0 - 1  | 1 - 3   |

## Finale
| Arbitro: | Kovács |

|             |           |  |
| Leandro 92’ | Marcatori |  |

| Sheriff Tiraspol | Sfîntul Gheorghe |

### Formazioni
| Sheriff Tiraspol (4-3-3) |    |                      |     |          |
|                          |    |                      |     |          |
| P                        | 20 | Zvonimir Mikulić     |     |          |
| D                        | 15 | Cristiano            |     |          |
| D                        | 23 | Vladimir Kovačević   |     |          |
| D                        | 55 | Mateo Sušić          |     |          |
| D                        | 90 | Veaceslav Posmac (c) |     |          |
| C                        | 10 | José Ángel Jurado    |     | 70’      |
| C                        | 18 | Gheorghe Anton       |     |          |
| C                        | 32 | Evgheni Oancea       |     | 46’      |
| A                        | 8  | Mihail Ghecev        | 77’ |          |
| A                        | 17 | Alexandr Belousov    |     |          |
| A                        | 24 | Evgheni Berco        |     | 46’      |
| A disposizione:          |    |                      |     |          |
| P                        | 1  | Dumitru Celeadnic    |     |          |
| D                        | 6  | Jarosław Jach        |     | 117’     |
| D                        | 22 | Vadim Dijinari       |     |          |
| C                        | 14 | Wilfried Balima      |     |          |
| C                        | 19 | Antun Palić          |     | 46’      |
| C                        | 77 | Juryj Kendyš         |     | 70’      |
| A                        | 70 | Leandro              |     | 46’ 117’ |
| Allenatore:              |    |                      |     |          |
| Zoran Zekić              |    |                      |     |          |

| Sfîntul Gheorghe (4-2-3-1) |    |                       |      |     |
|                            |    |                       |      |     |
| P                          | 28 | Nicolai Cebotari      |      |     |
| D                          | 3  | Maxim Focșa           | 108’ |     |
| D                          | 4  | Andrei Novicov        |      |     |
| D                          | 17 | Petru Ojog            |      |     |
| D                          | 19 | Serghei Svinarenco    | 45’  | 90’ |
| C                          | 7  | Alexandru Suvorov (c) |      |     |
| C                          | 11 | Garegin Kirakosyan    |      | 81’ |
| C                          | 21 | Eugen Slivca          |      | 53’ |
| C                          | 97 | Artiom Rozgoniuc      | 108’ |     |
| C                          | 9  | Alexandru Boiciuc     |      |     |
| A                          | 10 | Sergiu Istrati        |      | 97’ |
| A disposizione:            |    |                       |      |     |
| P                          | 25 | Dmitrii Burac         |      |     |
| D                          | 15 | Victor Martin         |      |     |
| D                          | 16 | Myroslav Mazur        |      |     |
| D                          | 24 | Vladimir Ghenaitis    |      | 90’ |
| C                          | 5  | Vitalie Plămădeală    |      | 53’ |
| C                          | 22 | Dmitrii Mandrîcenco   |      | 97’ |
| C                          | 99 | Artiom Carastoian     |      | 81’ |
| Allenatore:                |    |                       |      |     |
| Serghei Cebotari           |    |                       |      |     |